# Eddie Powers-emlékkupa
Az Eddie Powers-emlékkupa egy díj az Ontario Hockey League-ben, melyet az alapszakasz pontkirálya kap meg. A kupát Eddie Powersről nevezték el és először 1946-ban adták át. A pontrekordot Bobby Smith tartja 192 ponttal 1978 óta.

## A díjazottak
- A kékkel kiemelt játékosok a CHL Top Scorer Awardot is elnyerték.

| Szezon    | Győztes(ek)                                    | Csapat(ok)                                             | G     | A     | Pont |
| --------- | ---------------------------------------------- | ------------------------------------------------------ | ----- | ----- | ---- |
| 2021–2022 | Wyatt Johnston                                 | Windsor Spitfires                                      | 46    | 78    | 124  |
| 2020–2021 | a szezon törölve lett a Covid19-pandémia miatt | –                                                      | –     | –     | –    |
| 2019–2020 | Marco Rossi                                    | Ottawa 67’s                                            | 39    | 81    | 120  |
| 2018–2019 | Jason Robertson                                | Kingston Frontenacs Niagara IceDogs                    | 48    | 69    | 117  |
| 2017–2018 | Aaron Luchuk                                   | Windsor Spitfires Barrie Colts                         | 50    | 65    | 115  |
| 2016–2017 | Alex DeBrincat                                 | Erie Otters                                            | 65    | 62    | 127  |
| 2015–2016 | Kevin Labanc                                   | Barrie Colts                                           | 39    | 88    | 127  |
| 2014–2015 | Dylan Strome                                   | Erie Otters                                            | 45    | 84    | 129  |
| 2013–2014 | Connor Brown                                   | Erie Otters                                            | 45    | 83    | 128  |
| 2012–2013 | Vincent Trocheck                               | Saginaw Spirit Plymouth Whalers                        | 50    | 59    | 109  |
| 2011–2012 | Michael Sgarbossa                              | Sudbury Wolves                                         | 47    | 55    | 102  |
| 2010–2011 | Tyler Toffoli Jason Akeson                     | Ottawa 67’s Kitchener Rangers                          | 57 24 | 51 84 | 108  |
| 2009–2010 | Tyler Seguin Taylor Hall                       | Plymouth Whalers Windsor Spitfires                     | 48 40 | 58 66 | 106  |
| 2008–2009 | John Tavares                                   | London Knights                                         | 58    | 46    | 104  |
| 2007–2008 | Justin Azevedo                                 | Kitchener Rangers                                      | 43    | 81    | 124  |
| 2006–2007 | Patrick Kane                                   | London Knights                                         | 62    | 83    | 145  |
| 2005–2006 | Rob Schremp                                    | London Knights                                         | 57    | 88    | 145  |
| 2004–2005 | Corey Perry                                    | London Knights                                         | 47    | 83    | 130  |
| 2003–2004 | Corey Locke                                    | Ottawa 67’s                                            | 51    | 67    | 151  |
| 2002–2003 | Corey Locke                                    | Ottawa 67’s                                            | 63    | 88    | 118  |
| 2001–2002 | Nathan Robinson                                | Belleville Bulls                                       | 47    | 63    | 110  |
| 2000–2001 | Kyle Wellwood                                  | Belleville Bulls                                       | 35    | 83    | 118  |
| 1999–2000 | Sheldon Keefe                                  | Barrie Colts                                           | 48    | 73    | 121  |
| 1998–1999 | Peter Sarno                                    | Sarnia Sting                                           | 37    | 93    | 130  |
| 1997–1998 | Peter Sarno                                    | Windsor Spitfires                                      | 33    | 88    | 121  |
| 1996–1997 | Marc Savard                                    | Oshawa Generals                                        | 43    | 87    | 130  |
| 1995–1996 | Aaron Brand                                    | Sarnia Sting                                           | 46    | 73    | 119  |
| 1994–1995 | Marc Savard                                    | Oshawa Generals                                        | 43    | 96    | 139  |
| 1993–1994 | Jason Allison                                  | London Knights                                         | 55    | 87    | 142  |
| 1992–1993 | Andrew Brunette                                | Owen Sound Platers                                     | 62    | 100   | 162  |
| 1991–1992 | Todd Simon                                     | Niagara Falls Thunder                                  | 53    | 93    | 146  |
| 1990–1991 | Eric Lindros                                   | Oshawa Generals                                        | 71    | 78    | 149  |
| 1989–1990 | Keith Primeau                                  | Niagara Falls Thunder                                  | 57    | 70    | 127  |
| 1988–1989 | Bryan Fogarty                                  | Niagara Falls Thunder                                  | 47    | 108   | 155  |
| 1987–1988 | Andrew Cassels                                 | Ottawa 67’s                                            | 48    | 103   | 151  |
| 1986–1987 | Scott McCrory                                  | Oshawa Generals                                        | 51    | 99    | 150  |
| 1985–1986 | Ray Sheppard                                   | Cornwall Royals                                        | 81    | 61    | 142  |
| 1984–1985 | Dave MacLean                                   | Belleville Bulls                                       | 61    | 90    | 154  |
| 1983–1984 | Tim Salmon                                     | Kingston Canadians                                     | 45    | 100   | 145  |
| 1982–1983 | Doug Gilmour                                   | Cornwall Royals                                        | 70    | 107   | 177  |
| 1981–1982 | Dave Simpson                                   | London Knights                                         | 67    | 88    | 155  |
| 1980–1981 | John Goodwin                                   | Sault Ste. Marie Greyhounds                            | 56    | 110   | 166  |
| 1979–1980 | Jim Fox                                        | Ottawa 67’s                                            | 65    | 101   | 166  |
| 1978–1979 | Mike Foligno                                   | Sudbury Wolves                                         | 65    | 85    | 150  |
| 1977–1978 | Bobby Smith                                    | Ottawa 67’s                                            | 69    | 123   | 192  |
| 1976–1977 | Dwight Foster                                  | Kitchener Rangers                                      | 60    | 83    | 143  |
| 1975–1976 | Mike Kaszycki                                  | Sault Ste. Marie Greyhounds                            | 51    | 119   | 170  |
| 1974–1975 | Bruce Boudreau                                 | Toronto Marlboros                                      | 68    | 97    | 165  |
| 1973–1974 | Jack Valiquette Rick Adduono                   | Sault Ste. Marie Greyhounds St. Catharines Black Hawks | 63 51 | 72 84 | 135  |
| 1972–1973 | Blake Dunlop                                   | Ottawa 67’s                                            | 60    | 99    | 159  |
| 1971–1972 | Dave Gardner Billy Harris                      | Toronto Marlboros                                      | 53 57 | 76 72 | 129  |
| 1970–1971 | Marcel Dionne                                  | St. Catharines Black Hawks                             | 62    | 81    | 143  |
| 1969–1970 | Marcel Dionne                                  | St. Catharines Black Hawks                             | 55    | 77    | 132  |
| 1968–1969 | Réjean Houle                                   | Montreal Junior Canadiens                              | 53    | 55    | 108  |
| 1967–1968 | Tom Webster                                    | Niagara Falls Flyers                                   | 50    | 64    | 114  |
| 1966–1967 | Derek Sanderson                                | Niagara Falls Flyers                                   | 40    | 61    | 101  |
| 1965–1966 | André Lacroix                                  | Peterborough Petes                                     | 40    | 80    | 120  |
| 1964–1965 | Ken Hodge                                      | St. Catharines Black Hawks                             | 63    | 60    | 123  |
| 1963–1964 | André Boudrias                                 | Montreal Junior Canadiens                              | 38    | 97    | 135  |
| 1962–1963 | Wayne Maxner                                   | Niagara Falls Flyers                                   | 32    | 62    | 94   |
| 1961–1962 | André Boudrias                                 | Montreal Junior Canadiens                              | 34    | 63    | 97   |
| 1960–1961 | Rod Gilbert                                    | Guelph Biltmore Mad Hatters                            | 54    | 49    | 103  |
| 1959–1960 | Chico Maki                                     | St. Catharines Teepees                                 | 39    | 53    | 92   |
| 1958–1959 | Stan Mikita                                    | St. Catharines Teepees                                 | 38    | 59    | 97   |
| 1957–1958 | John McKenzie                                  | St. Catharines Teepees                                 | 48    | 51    | 99   |
| 1956–1957 | Bill Sweeney                                   | Guelph Biltmore Mad Hatters                            | 49    | 57    | 106  |
| 1955–1956 | Stan Baliuk                                    | Kitchener Canucks                                      | 31    | 73    | 104  |
| 1954–1955 | Hank Ciesla                                    | St. Catharines Teepees                                 | 57    | 49    | 106  |
| 1953–1954 | Brian Cullen                                   | St. Catharines Teepees                                 | 68    | 93    | 161  |
| 1952–1953 | Jim McBurney                                   | Galt Black Hawks                                       | 61    | 35    | 96   |
| 1951–1952 | Ken Laufman                                    | Guelph Biltmore Mad Hatters                            | 53    | 86    | 139  |
| 1950–1951 | Lou Jankowski                                  | Oshawa Generals                                        | 65    | 59    | 124  |
| 1949–1950 | Earl Reibel                                    | Windsor Spitfires                                      | 53    | 76    | 129  |
| 1948–1949 | Bert Giesebrecht                               | Windsor Spitfires                                      | 47    | 46    | 93   |
| 1947–1948 | George Armstrong                               | Stratford Kroehlers                                    | 33    | 41    | 73   |
| 1946–1947 | Fleming Mackell                                | Toronto St. Michael’s Majors                           | 49    | 33    | 82   |
| 1945–1946 | Tod Sloan                                      | Toronto St. Michael’s Majors                           | 43    | 32    | 75   |

## 1946 előtti győztesek
| Szezon    | Győztes         | Csapat                       | G  | A  | Pont |
| --------- | --------------- | ---------------------------- | -- | -- | ---- |
| 1944–1945 | Leo Gravelle    | Toronto St. Michael’s Majors | 30 | 22 | 52   |
| 1943–1944 | Kennny Smith    | Oshawa Generals              | 53 | 26 | 79   |
| 1942–1943 | Red Tilson      | Oshawa Generals              | 19 | 38 | 57   |
| 1941–1942 | Bob Wiest       | Brantford Lions              | 40 | 28 | 68   |
| 1940–1941 | Gaye Stewart    | Toronto Marlboros            | 31 | 13 | 44   |
| 1939–1940 | Jud McAtee      | Oshawa Generals              | 25 | 19 | 44   |
| 1938–1939 | Billy Taylor    | Oshawa Generals              | 22 | 31 | 53   |
| 1937–1938 | Hank Goldup     | Toronto Marlboros            | 25 | 16 | 41   |
| 1936–1937 | Billy Taylor    | Oshawa Generals              | 12 | 14 | 26   |
| 1935–1936 | John O’Flaherty | West Toronto Redmen          | 6  | 14 | 20   |
| 1934–1935 | Jimmy Good      | Toronto Lions                | 15 | 13 | 28   |
| 1933–1934 | Joe Graboski    | Oshawa Majors                | 23 | 23 | 46   |